# Club Grumete Medina
El Club de Cabos y Marineros Grumete Medina o simplemente Grumete Medina, fue un club de fútbol peruano de la Provincia Constitucional del Callao. Fue fundado en 1949 y participó en la Segunda División del Perú en los años 1980.

## Historia
Grumete Medina fue fundado el 20 de mayo de 1949 por la Marina de Guerra del Perú, homenaje al Héroe Naval del Monitor Huáscar Alberto Medina Cicilia (1862-1948), quien fuera el último sobreviviente del Combate naval de Angamos. Ascendió desde la tercera división del Callao a la primera división del Callao durante los años 50 hasta los 70. 
Su mejor momento fue cuando logró ser campeón del Interligas del Callao en 1983 y una notable campaña en 1984 en la Intermedia B (Torneo promocional a la Segunda División y/o ascenso a Primera) obteniendo el derecho a participar a Segunda División de 1985.    
En las temporadas 1985 y 1986 participó en la Zona Sur de la Segunda División. En el año 1987 pasó a la Zona Norte, consiguiendo el sexto puesto. Para 1988, logró ubicarse en la décima posición de la Zona Norte y perdió la categoría. Durante los años 1989 al 1991 participó en los campeonatos de la Copa Perú donde logró ser campeón del Interligas del Callao en 1990 , sin embargo no tuvo éxito para retornar a la Segunda División profesional. Desde 1992 a la fecha Grumete Medina no se presentó a participar a los campeonatos siguientes.

## Actualidad
A la fecha subsiste como club naval. No ha vuelto a participar en la Liga Distrital del Callao.

## Uniforme
- Uniforme titular: Camiseta blanca, short blanco y medias blancas.
- Uniforme suplente: Camiseta amarilla con franjas verticales negras, short blanco y medias blancas.

## Jugadores
- Claudio Pizarro Dávila
- Roberto Costa
- Jorge Sotelo
- Manuel Rossi
- Emilio Schapacasse
- Arturo Cajal
- José Marruffo
- Fernando Nangles
- Roberto Sánchez
- Jorge Aldave
- Enrique Sánchez
- Pedro Araoz
- Alejandro Gamarra

## Datos del club
- Temporadas en Segunda División: 4 (1985 - 1988).

## Palmarés

### Torneos regionales
- Liga Departamental del Callao (2): 1983, 1990.
- Liga Amateur del Callao (2): 1969, 1972.
- Liga Distrital del Callao: 1979.
- Subcampeón de la Liga Departamental del Callao: 1979
- Subcampeón de la Liga Amateur del Callao: 1970.
- Subcampeón de la Liga Distrital del Callao: 1978, 1983.